# 片山恭一
片山恭一（1959年1月5日—）是日本小說家，出生於日本愛媛縣宇和島市，畢業於九州大學農學部，並自該校博士班肄業。

## 生平
片山恭一最早是在1986年以小說《氣配》獲得「文學界新人獎」而初次亮相。片山恭一的代表作品是他以高中時代的宇和島市為背景寫成的小說《在世界中心呼喊愛》，於2001年4月出版。原本銷售並不佳。但在日本知名歌手柴崎幸在《達文西》（ダ・ヴィンチ）月刊上撰文：表示自己是流著眼淚讀完這本小說的，「希望自己的一生也能談一次這樣的戀愛」。之後出版社將這段文字印上封面，立即引發銷售熱潮；到2004年5月為止此書銷售量已超過306萬，因而打破銷售紀錄，成為日本「單行本小說」中歷來最暢銷著作。但無法超越分上、下冊販售的村上春樹小說《挪威的森林》。

## 作品
- 世界在你不知道的地方運轉 (1995年新潮社、2003年 ポプラ社）
- 別相信約翰·藍儂 (1997年 角川書店)
- 不輸給DNA的心 （2000年 新潮社)
- 在世界中心呼喊愛情(2001年 小學館，中文版 2004年 時報)
- 滿月之夜，白鯨出沒 （页面存档备份，存于） (2002年 小学館，中文版 2004年 時報)
- 天空的鏡頭 (2003年 ポプラ社)
- 如果，我在那裡…… （页面存档备份，存于） (2003年 小学館，中文版 2006年 時報)
- 雨天的海豚 （页面存档备份，存于）（2004年，中文版 2005年 時報）
- 最後開的花 （页面存档备份，存于）（2005年 小学館，中文版 2006年 時報）
- 行到船停處 （页面存档备份，存于）（2006年 小学館，中文版 2007年 時報）
- 崩壞之光 （页面存档备份，存于）(2007年，中文版 2008年 時報)